# 호수 플랑크톤
호스 플랑크톤(Eulimnoplankton)은 호수에 서식하는 플랑크톤이다. 플랑크톤의 분류방법에는 생물분류군에 따른 분류, 크기에 따른 분류, 서식지에 따른 분류 등 여러가지가 있다. 그 중 플랑크톤의 서식지에 따른 분류방법에 따르면 담수역에 서식하는 플랑크톤을 담수 플랑크톤(freshwater plankton)이라고 하며, 담수역에서 호수에 주로 서식하는 플랑크톤을 호수 플랑크톤(eulimnoplankton)이라고 한다. 또한 작은 연못에 주로 서식하는 플랑크톤은 못(연못) 플랑크톤(heleoplankton)이라고 한다. 그리고 호수나 연못에 사는 플랑크톤을 합쳐 호소 플랑크톤(limnoplankton)이라고 한다.